# Пожог
Пожог (укр. Пожог) — село в Любешовской поселковой общине Камень-Каширского района Волынской области Украины.
До 2020 года входило в Любешовский район.
Код КОАТУУ — 0723186104. Население по переписи 2001 года составляет 105 человек. Почтовый индекс — 44215. Телефонный код — 3362. Занимает площадь 8,04 км².